# Ruan Yuan
En aquest nom xinès, el cognom és Ruan.
Ruan Yuan (xinès: 阮元)  (Yizheng, 21 de febrer de 1764 - Yizheng, 27 de novembre de 1849) fou un polític i científic xinès.

## Vida
Nascut en una família no especialment rica, el 1789 va aconseguir superar l'examen imperial, cosa que li va permetre ingressar a l'Acadèmia Hanlin a Pequín, iniciant així una brillant carrera de funcionari imperial en la dinastia Qing.
El 1793 va ser nomenat director d'ensenyament de la província de Shandong, càrrec que repetirà a partir de 1795 a la província de Zhejiang. El 1798 és director a diferents ministeris.
A partir de 1799 serà governador de la província de Zhejiang i, a partir de 1814, de la de Jiangxi i de la regió de Guangxi. En ser nomenat governador de Yunnan el 1826, haurà de familiaritzar-se amb els problemes de les minories ètniques.
Els darrers anys de la seva vida política, a partir de 1835. els passarà a Pequín, on ocuparà càrrecs de gran rellevància dins de la burocràcia imperial.
En jubilar-se, el 1838, es retirarà a viure a la seva ciutat natal Yangzhou rebent el nomenament honorífic de Gran Preceptor del Príncep de l'Imperi.

## Obra
L'activitat intel·lectual de Ruan Yuan va ser força intensa durant tota la seva vida, tant com escriptor, com dinamitzador i renovador de l'ensenyament i, també, com a col·leccionista d'art.
Es conserven unes 75 obres escrites de les que Ruan és autor, compilador o editor.  La seva obra més notable és la compilació d'una col·lecció de biografies d'astrònoms i matemàtics publicada el 1799 i que es va reeditar nombroses vegades. Les edicions de 1840, 1886 i 1898 portaven capítols afegits.